# Esercito mitridatico
Per esercito mitridatico si intende l'insieme delle forze che componevano l'armata di Mitridate VI re del Ponto, comprendenti l'organizzazione delle loro unità, la loro gerarchia interna di comando, la tattica, l'armamento e la strategia, durante il periodo delle guerre mitridatiche, durate quasi trent'anni contro la Repubblica romana.

## Contesto storico
Nel 111 a.C. salì al trono del regno del Ponto, Mitridate VI. Il nuovo sovrano mise subito in atto (fin dal 110 a.C.) una politica espansionistica nell'area del Mar Nero. Il giovane re volse, quindi, il suo interesse verso la penisola anatolica. Alleatosi nel 104 a.C. con il re di Bitinia Nicomede III, partecipò alla spartizione della Paflagonia (regione che si trovava tra i due regni), ma pochi anni più tardi, le crescenti mire espansionistiche portarono a scontrarsi con il nuovo alleato per il controllo del regno di Cappadocia (100 a.C. circa). Mitridate, seppure fosse riuscito a sconfiggere Nicomede in alcune decisive battaglie, costrinse il sovrano della Bitinia a richiedere l'intervento dell'"alleato" romano, in almeno tre circostanze: 
1. la prima volta nel 98 a.C., sotto l'alta guida del vincitore dei Cimbri e dei Teutoni, Gaio Mario;[9]
2. la seconda volta nel 96 a.C., quando una missione del princeps del Senato, Marco Emilio Scauro nel 96 a.C., intimò al sovrano pontico di togliere l'assedio a Nicomedia, evacuare la Paflagonia e la Cappadocia, lasciando che quest'ultima regione potesse scegliersi un re senza l'interferenza di Mitridate;[9][10][11]
3. la terza (nel 96 a.C.), quando ad intervenire fu il pretore della Cilicia, Lucio Cornelio Silla, con il compito sia di porre sul trono di Cappadocia il nuovo sovrano Ariobarzane I (che era stato nuovamente cacciato),[12][13] sia di contenere l'espansionismo di Mitridate VI e del suo alleato Tigrane II d'Armenia (quest'ultimo sconfitto e costretto a ritirarsi ad est dell'Eufrate), venendo in contatto per la prima volta, con un satrapo del re dei Parti (sembra presso Melitene?).[9][14][15]

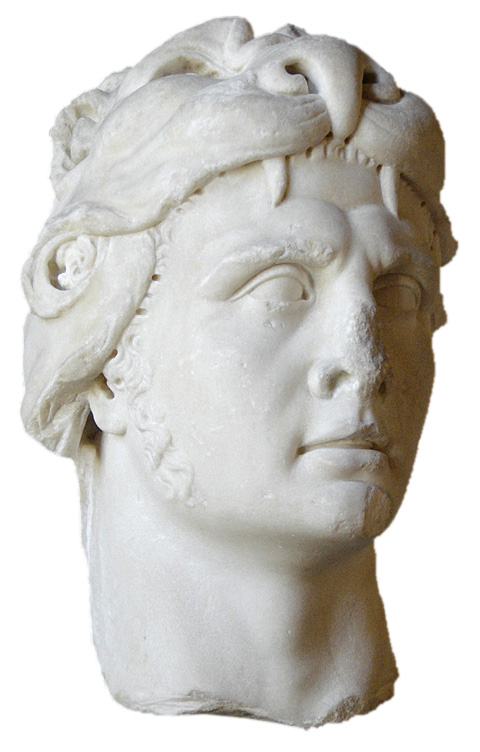
Mitridate raffigurato in una statua romana del I secolo, oggi al museo del Louvre.

Contemporaneamente sul "fronte" romano, il malcontento dei popoli italici aveva portato ad una loro sollevazione generale nel 91 a.C., degenerata in guerra aperta al potere centrale romano (dal 91 all'88 a.C.). Già dal tempo dei Gracchi, gli Italici avevano avanzato proposte d'estensione del diritto di cittadinanza anche a loro, fino ad allora federati, ma senza successo. La situazione si avviò al punto di rottura quando, nel 95 a.C., Lucio Licinio Crasso e Quinto Muzio Scevola proposero una legge che istituiva un tribunale giudicante per chi avesse ottenuto la cittadinanza romana in modo abusivo (Lex Licinia Mucia). Questa legge non fece altro che accrescere il malcontento soprattutto verso i ceti italici più abbienti, che miravano alla partecipazione diretta del governo repubblicano. Fu così che Marco Livio Druso, si schierò a favore della causa italica avanzando proposte di legge che ne estendessero la cittadinanza. La proposta, però, poco gradita sia ai senatori che ai cavalieri romani, trovò nel console Lucio Marcio Filippo, il più tenace oppositore, il quale la fece dichiarare illegale, tanto da non essere neppure votata. Nel novembre del 91 a.C., seguaci estremisti di Marcio Filippo mandarono un sicario ad assassinare Druso. Questa fu la scintilla che degenerò in "guerra civile". In un clima tanto avvelenato a Roma, Mitridate non poté che approfittarne, pronto ad intervenire sul fronte orientale, lontano dai torbidi dell'Urbs, tanto più che le armate romane erano per la maggior parte concentrate in Italia, impegnate a sopprimere a fatica, la grande rivolta delle genti italiche.
La prima guerra mitridatica iniziò a causa dell'espansionismo da parte di Mitridate (verso la fine dell'89 a.C.). Le ostilità si aprirono con l'occupazione della Bitinia, di Nicomede IV, e poi dell'intera penisola anatolica, a partire dalla Frigia, Misia, poi fu la volta della provincia romana d'Asia, della Licia, Panfilia e della Ionia. Si racconta che lo stesso proconsole Quinto Oppio fu catturato e che, non molto tempo dopo, Mitridate riuscì a catturare anche Manio Aquilio, che egli riteneva il principale responsabile di questa guerra e lo uccise barbaramente.
Sembra che a questo punto, la maggior parte delle città della Asia si arresero al conquistatore pontico, accogliendolo come un liberatore dalle popolazioni locali, stanche del malgoverno romano, identificato da molti nella ristretta cerchia dei pubblicani. Rodi, invece, rimase fedele a Roma.
Non appena queste notizie giunsero a Roma, il Senato emise una solenne dichiarazione di guerra contro il re del Ponto, seppure nell'Urbe vi fossero gravi dissensi tra le due principali fazioni interne alla Res publica (degli Optimates e dei Populares) ed una guerra sociale non fosse stata del tutto condotta a termine. Si procedette, quindi, a decretare a quale dei due consoli, sarebbe spettato il governo della provincia d'Asia, e questa toccò in sorte a Lucio Cornelio Silla.

## Struttura unità
L'esercito mitridatico poteva contare su una tipologia di truppe molto vasta: dalla fanteria fanteria falangitica di stampo ellenistico, alla cavalleria "leggera" di arcieri armeniaco-partico, a quella "pesante" catafratta, oltre ad unità di carri falcati, sempre di tipo orientale, fino a flotte (anche di pirati) composte per lo più da pentecontere e biremi.

### Fanteria

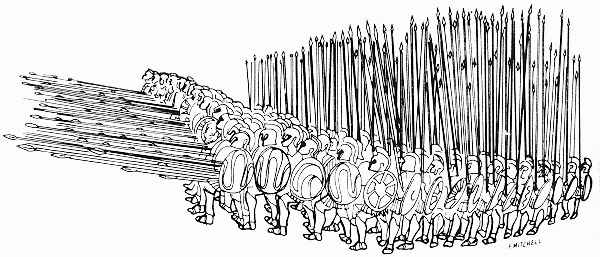
Un'illustrazione raffigurante una formazione a falange di tipo ellenistico, munita di lunghe aste.

Sappiamo da Plutarco che nel corso della battaglia di Cheronea, la fanteria mitridatica comprendeva anche la famosa falange di stampo ellenistico:
(Plutarco, Vita di Silla, 18, 3-4.)
A questa formazione si aggiungevano lungo la prima linea dello schieramento mitridatico, ben 15.000 schiavi, a cui i generali avevano concesso la libertà, distribuendoli tra gli opliti.

### Cavalleria
La cavalleria costituì spesso una grossa ed importante componente tattica dell'intero esercito mitridatico, come accadde ad esempio nella battaglia di Orcomeno, dove Archelao fu molto incoraggiato dalla natura del terreno, adatto a lanciare la propria cavalleria in una carica contro il nemico romano. Essa era suddivisa in due principali formazioni:

#### Cavalleria "pesante" (soprattutto lancieri)
Si trattava dei tipici cavalieri catafratti, equipaggiati con lunghe lance (come quelli provenienti dall'Iberia caucasica), atti a sfondare le linee nemiche, come pure dotati di archi e frecce. Plutarco dice di loro:
(Plutarco, Vita di Lucullo, 28.3.)
Ecco invece come ci descrive una loro azione Appiano:
(Appiano, Guerre mitridatiche, 43.)

#### Cavalleria "leggera" (arcieri)
In questo caso era, per lo più, costituita da arcieri a cavallo (come quelli provenienti dalla Mardia). Essi indossavano una semplice tunica e pantaloni, similmente alle truppe partiche. Usavano quindi un arco composto, ed erano estremamente abili nel lanciare le loro frecce sia cavalcando sia anche quando si ritiravano. Questa era un tecnica tutta particolare, che diede non pochi problemi tattici alle fanterie avversarie, comprese quelle dei Romani. Qui sotto un esempio di tale tecnica e della tipologia di frecce utilizzate:
(Cassio Dione Cocceiano, Storia romana, XXXVI, 5.1-2.)

### Carri falcati

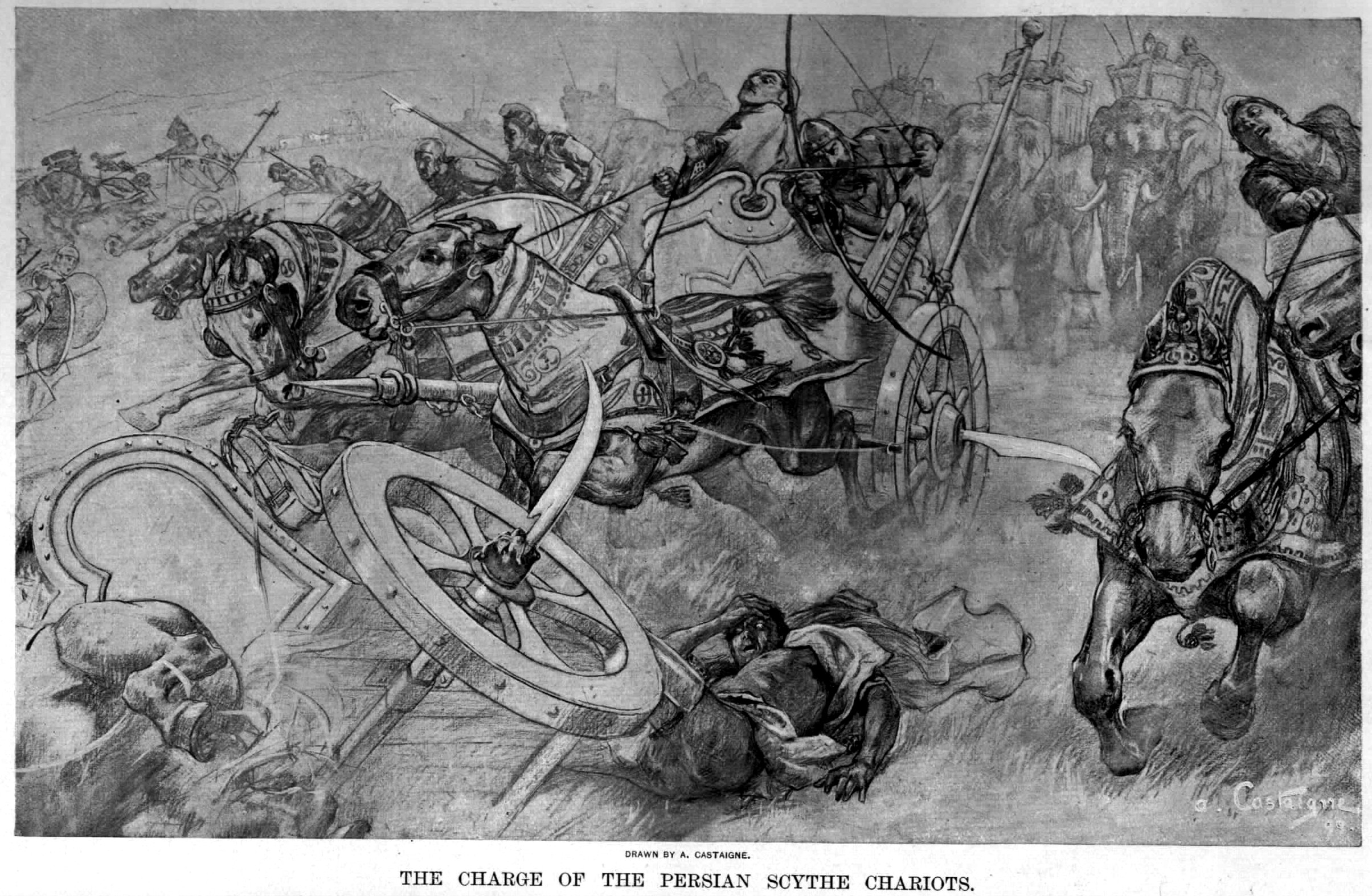
Una carica di carri falcati tipica dell'epoca delle guerre mitridatiche.

Riguardo ai carri falcati utilizzati dalle truppe mitridatiche, la loro azione era accomunabile a quella degli elefanti da guerra, molto efficace in battaglia su terreni pianeggianti. Il loro utilizzo serviva a sfondare frontalmente lo schieramento nemico, cosa che però si rivelò poco utile di fronte alle formazioni coortali delle legioni romane. Al contrario contro altre formazioni militari, come quelle rel regno di Bitinia di Nicomede IV, nel corso del battaglia del fiume Amnia, si rivelarono assai efficaci come ci racconta Appiano:
(Appiano, Guerre mitridatiche, 18.)

### Mercenari
L'utilizzo di questo genere di truppe lo troviamo spesso durante il periodo delle guerre mitridatiche, quando ad esempio viene menzionato dopo la terribile sconfitta di Tigranocerta patita dalle truppe di Tigrane nel 69 a.C. Mancheo, a guardia della capitale del re, preferì disarmare i suoi mercenari greci (che Dione dice invece essere Cilici), poiché temeva lo avrebbero tradito.
Nel 66 a.C. si racconta che Mitridate, dopo l'ennesima sconfitta subita dalle truppe di Gneo Pompeo Magno, fu costretto ad attraversare un territorio impervio e roccioso con poche truppe ad assisterlo. Si trattava di un limitato gruppo di cavalieri mercenari e di circa 3.000 fanti, i quali lo accompagnarono fino alla fortezza di Simorex, dove il re vi aveva depositato un'ingente somma di denaro. Qui distribuì a tutti un ricco premio pari ad un anno di paga. Prese poi i restanti 6.000 talenti e si affrettò a marciare verso le sorgenti del fiume Eufrate, con l'intenzione di raggiungere la Colchide.

### Flotta
La flotta, per lo più composta da pentecontere e biremi (oltre all'ammiraglia quinquereme), fu spesso affiancata anche da unità dei pirati cilici. Basterebbe ricordare un episodio delle terza guerra mitridatica, quando il re del Ponto, fuggito dall'assedio di Cizico via mare, colto da una terribile tempesta, che distrusse molte delle sue navi, fu salvato grazie all'accorrere di una nave dei pirati suoi alleati.

## Organizzazione e gerarchia interna
A capo dell'intero esercito vi era il re del Ponto, Mitridate, da cui dipendevano tutta una serie di generali, ciascuno a capo di singoli reparti di fanteria o cavalleria, oppure di intere armate a seconda dell'importanza e dell'esperienza militare che gli stessi avevano. Poco si conosce invece dell'organizzazione militare dei singoli reparti, seppure in alcuni racconti delle guerre mitridatiche, gli scrittori greci e latini dell'epoca suggeriscono che Mitridate copiò l'organizzazione militare sia dai Romani, organizzando le armate in coorti, sia dai Greci organizzandole in falangi di stampo ellenistico.

## Tattica ed armamento

### Armamento
Un passo di Plutarco prima dello scontro tra le legioni di Silla e quelle di Mitridate a Cheronea, ci fornisce la descrizione di come apparivano equipaggiate alcune delle truppe del re del Ponto:
(Plutarco, Vita di Silla, 16, 2-3.)

### Schieramento in battaglia

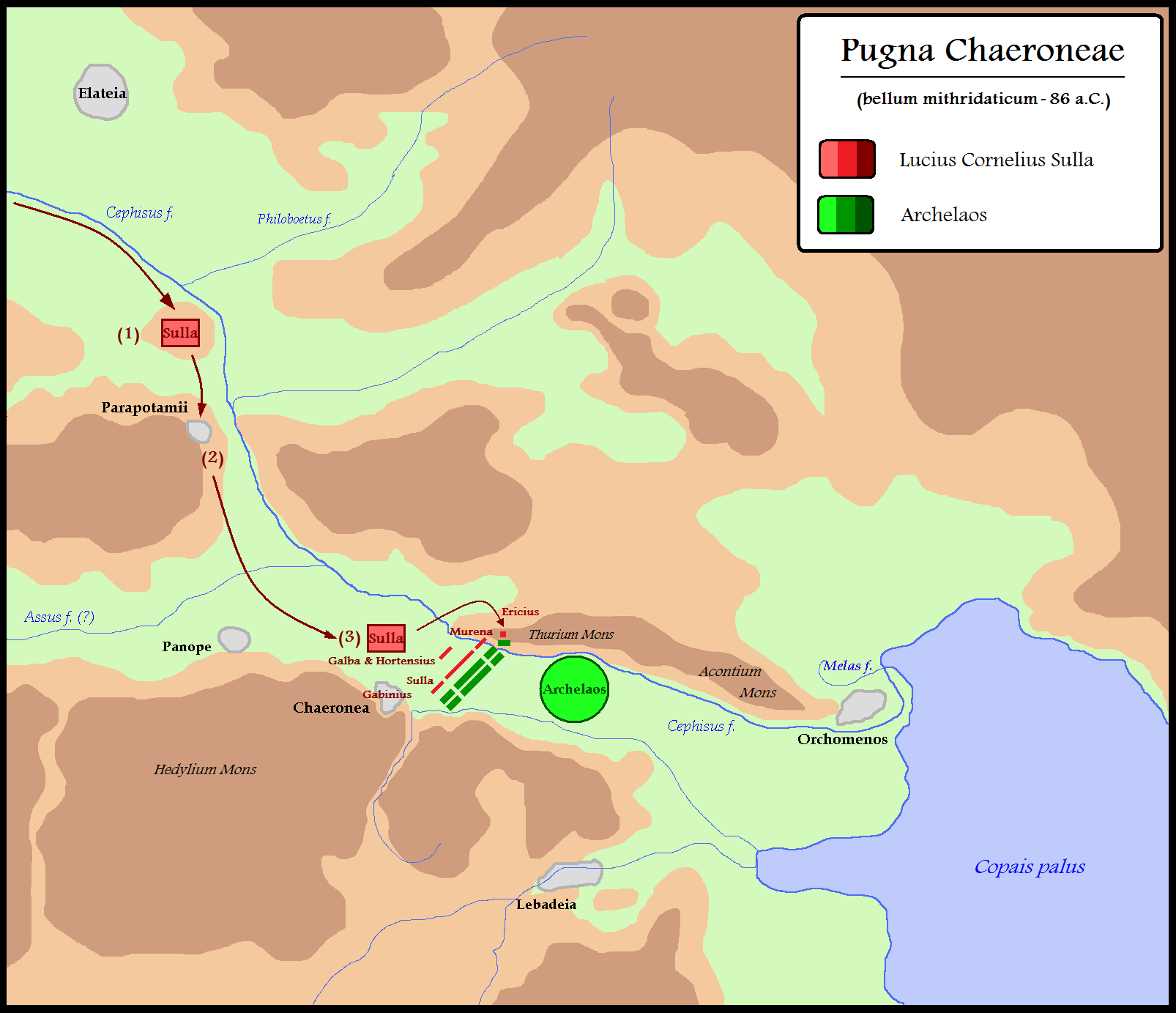
Mappa dei movimenti delle armate pontiche e romane, prima e durante la battaglia combattuta presso Cheronea.

Normalmente il centro della formazione mitridatica prevedeva, in prima linea i carri falcati, spesso lanciati contro il nemico per creare disordine e sfondarne il centro, subito dopo vi era la falange di stampo ellenistico, come viene tramandato da Appiano e da Plutarco. Spesso capitò, però, che le truppe mitridatiche, in alcune situazioni di stallo della guerra, si trovassero nel gran disordine della loro moltitudine e del numero dei comandi, dimostrandosi poco obbedienti ai loro generali. E proprio nella battaglia di Cheronea, l'eccessivo numero di armati, il disordine degli stessi, l'attacco improvviso di Silla su un fianco delle truppe mitridatiche, l'aver scelto un terreno poco adatto alla battaglia (oltre che per l'accampamento), costrinsero il generale pontico Archelao a "lanciare" la carica dei carri falcati (al centro della formazione) contro l'armata romana, ma come a Zama con Annibale, i Romani "si aprirono" evitando lo sfondamento frontale delle legioni:
(Appiano, Guerre mitridatiche, 42.)
Plutarco aggiunge:
(Plutarco, Vita di Silla, 18, 2-4.)
Durante la battaglia di Tigranocerta, dove Mitridate, seppure alleato del re d'Armenia, Tigrane II, fu un mero spettatore dello scontro che vide ancora una volta prevalere il generale romano, Lucio Licinio Lucullo, si racconta che Tigrane aveva disposto la sua armata in ordine di battaglia, occupando egli stesso il centro, mentre all'ala sinistra aveva posto il re degli Adiabeni, ed a quella destra il re dei Medi con la maggior parte della cavalleria pesante.

### Tecniche d'assedio
Riguardo alle tecniche di assedio (sia in fase difensiva della città, sia di assalto alla città), le truppe di Mitridate si ispiravano a quelle di stampo ellenistico.

#### Per l'assalto

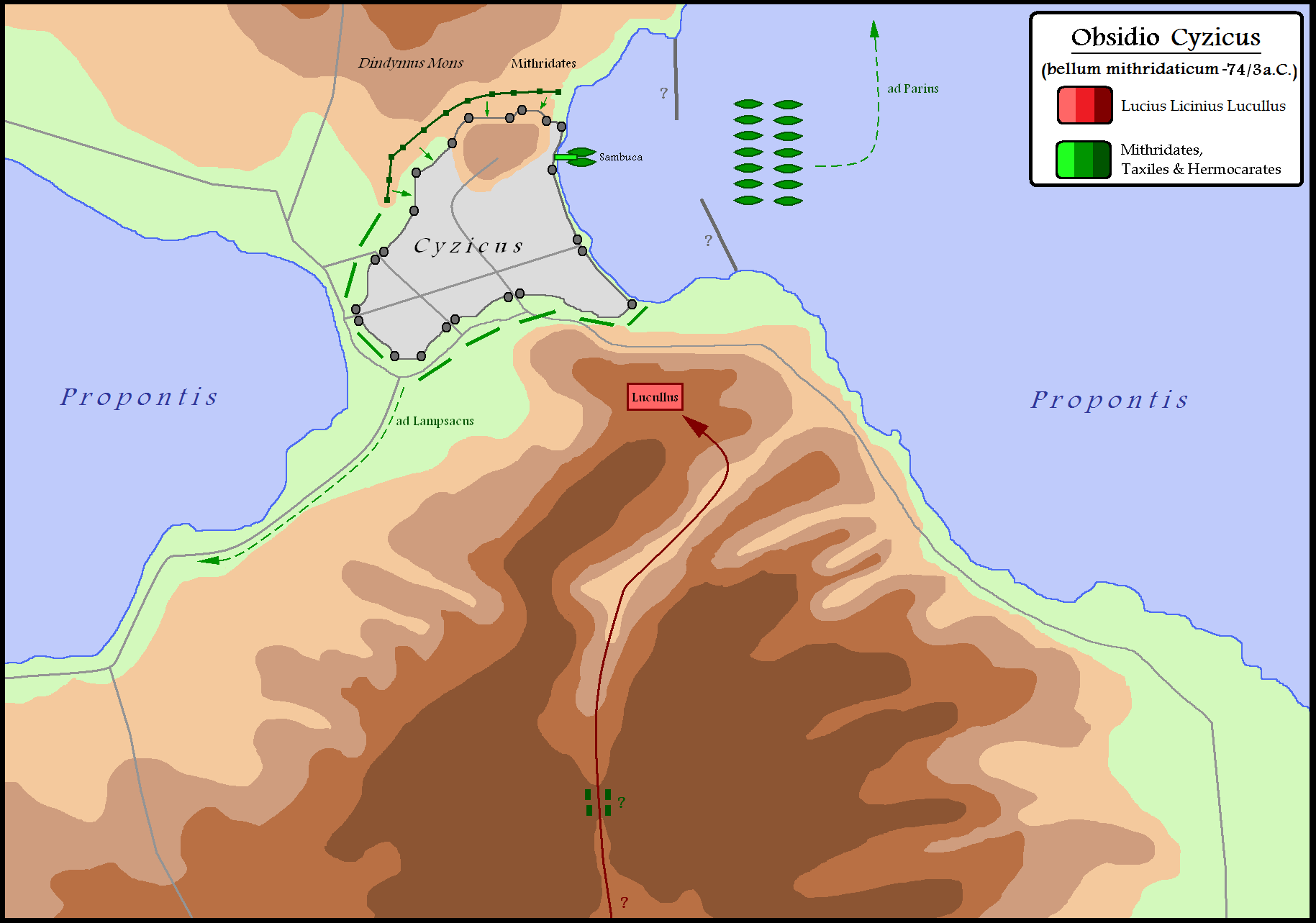
L'assedio di Cizico del 74-73 a.C..

In occasione dell'assedio di Rodi dell'88 a.C., dove Mitridate preparò le sue truppe sia per una battaglia navale, sia per prendere d'assalto la città al tempo stesso, Appiano di Alessandria ci racconta che:
(Appiano, Guerre mitridatiche, 26-27.)
Nel 74-73 a.C., durante l'assedio di Cizico, Mitridate, poiché disponeva di moltissimi soldati, li spinse all'assalto in ogni modo possibile. Per prima cosa bloccò il porto di mare con un doppio muro-marino, poi tracciò una linea di circonvallazione intorno al resto della città. Alzò rampe, costruì macchine, torri, arieti e testuggini. Costruì poi una macchina d'assedio alta ben 50 metri, sulla quale innalzò a sua volta una torre, da cui venivano scaricate attraverso alcune catapulte, pietre e proiettili di ogni tipo. Su due quinqueremi unite tra loro, veniva infine montata un'altra torre per l'assedio del porto, da cui veniva calato un ponte levatoio mobile attraverso un dispositivo meccanico, una volta vicina alle mura.
Mitridate fece avanzare questa macchina d'assedio montata sulle due navi affiancate, facendo calare con grande rapidità il ponte levatoio sulle mura della vicina città, mentre quattro suoi soldati lo attraversarono di corsa. I Ciziceni rimasero, in un primo momento, a bocca aperta per la novità del dispositivo, ma in seguito si fecero coraggio e riuscirono a respingere il primo assalto dei quattro soldati giù dalle mura. Poco dopo disposero di versare pece infuocata sulle due navi lì sotto, costringendo il nemico ad allontanarsi. In questo modo i Ciziceni riuscirono a battere gli invasori dal mare. Ma Mitridate non si diede per vinto e per tre volte in uno stesso giorno, ammassò tutte le macchine d'assedio di terra e portò un assalto continuo alle mura della città di Cizico, dove ruppero alcuni tratti di mura con gli arieti, sebbene gli abitanti cercassero di deviarne i lanci anche attutendo i colpi con ceste di lana. Furono poi spenti i dardi incendiari lanciati dalle truppe mitridatiche con acqua e aceto, in altri casi si cercò di attutire la forza distruttiva delle pietre lanciate dalle macchine d'assedio, frapponendo tra loro indumenti sospesi o panni di lino davanti alle abitazioni cittadine. E sebbene gli assalti non sembrava cessassero quel giorno, gli abitanti di Cizico non smisero di faticare anche nella ricostruzione di una parte del muro, che era stata indebolita da un incendio, tanto che la notte fu utilizzata per innalzarne un altro intorno alla parte crollata. Vi è da aggiungere che un vento tremendo diede una mano ai Ciziceni, distruggendo buona parte delle armi d'assedio del re.
Non contento di quanto aveva già fatto, Mitridate decise di occupare la zona montuose a nord della città, verso il vicino monte Dindymus che sovrastava la città, e costruito un terrapieno da esso verso le mura della città, cominciò a costruirvi delle torri e una serie di gallerie per minare le mura cittadine.

#### Per la difesa della città

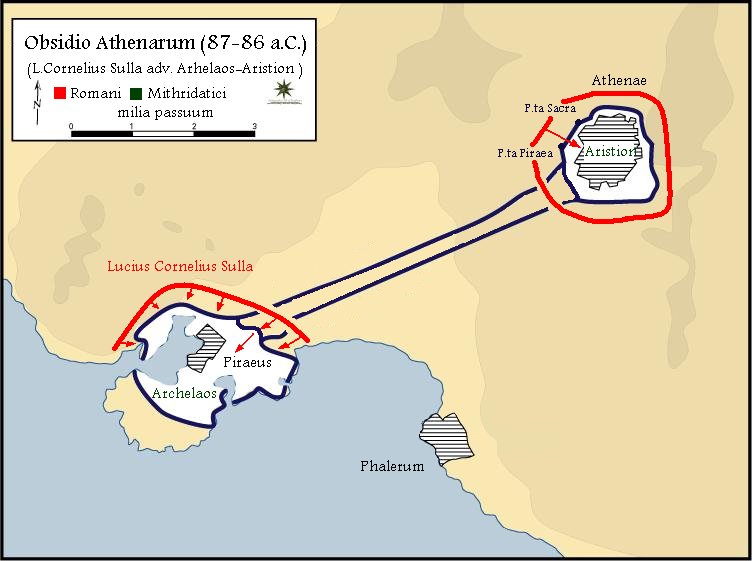
Le fasi finali dell'assedio di Atene.

Durante l'assedio di Atene dell'87 a.C. da parte del generale romano Lucio Cornelio Silla, le truppe mitridatiche resistettero per diversi mesi, risultando assai abili anche nel respingere la temibilissima macchina da guerra romana. Si racconta, infatti, che mentre le opere di assedio romano procedevano a ritmo serrato:
(Appiano, Guerre mitridatiche, 31.)
E ancora sempre riguardo all'assedio di Atene si ricorda che durante un altro attacco romano alle mura:
(Appiano, Guerre mitridatiche, 34.)
Una delle controffensive nemiche fu anche quella di scavare tunnel sotterranei:
Intuito rapidamente lo stato delle cose, i Romani ritirarono le loro macchine e riempirono di terra la rampa e, seguendo l'esempio del nemico, iniziarono loro stessi a scavare sotto le mura avversarie. Gli uomini, scavando sotto terra, si incontrarono tra gli opposti schieramenti e combatterono con spade e lance, sebbene al buio.»
(Appiano, Guerre mitridatiche, 36.)

### Logistica ed approvvigionamenti
Vi è da rilevare che le armate di Mitridate, così numerose sia come armati sia come animali da soma e da combattimento, crearono al re non poche difficoltà di approvvigionamenti. Basterebbe ricordare che durante l'assedio di Cizico, quando giunse l'inverno del 74-73 a.C., l'esercito di Mitridate, privato dei suoi approvvigionamenti via mare, si trovò a dover soffrire la fame, tanto che alcuni soldati perirono poiché troppo indeboliti. Appiano di Alessandria racconta che alcuni di loro arrivarono persino a cibarsi delle interiora, secondo un costume barbaro. Altri, cibandosi di sole erbe, erano in condizioni di salute pietosa, mentre molti cadaveri, che non erano stati sepolti, ma al contrario gettati senza cura nelle vicinanze, portarono una pestilenza che si aggiunse alla carestia già in atto. Ma dopo una nuova serie di assalti alla città, rivelatisi ancora una volta inutili, sapendo quante e quali erano le gravi difficoltà in cui versava il suo esercito per la mancanza di cibo, Mitridate cominciò a pensare di abbandonare l'assedio.

## Strategia

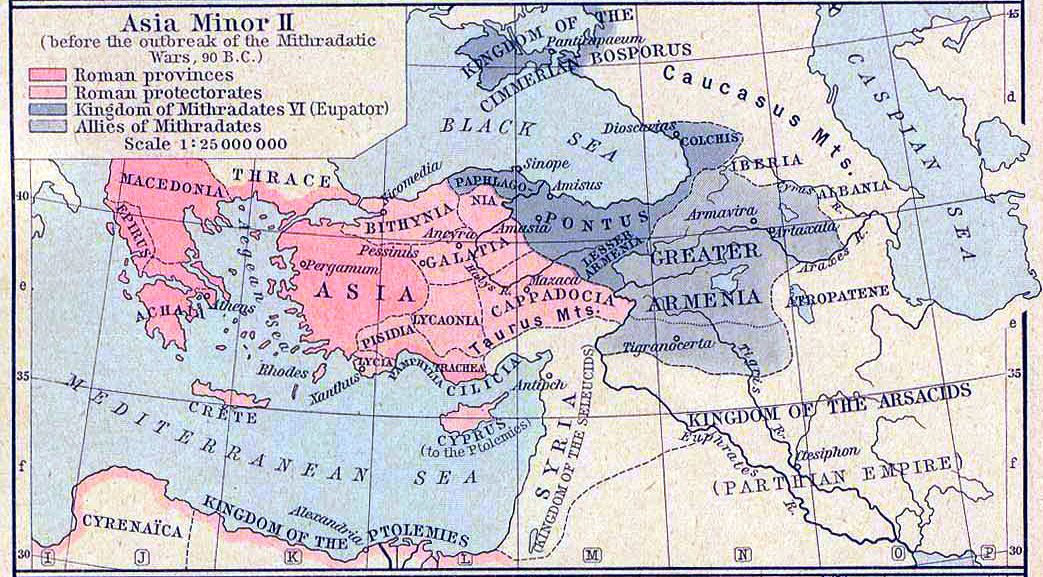
La politica espansionistica di Mitridate VI, re del Ponto, dal 110 all'88 a.C..

Nel 111 a.C. salì al trono del regno del Ponto, Mitridate VI. Il nuovo sovrano mise subito in atto (fin dal 110 a.C.) una politica espansionistica nell'area del Mar Nero, conquistando tutte le regioni da Sinope alle foci del Danubio, compresa la Colchide, il Chersoneso Taurico e la Cimmeria (attuale Crimea), e poi sottomettendo le vicine popolazioni scitiche e dei sarmati Roxolani. Il giovane re volse, quindi, il suo interesse verso la penisola anatolica, dove la potenza romana era, però, in costante crescita. Sapeva che uno scontro con quest'ultima sarebbe risultato mortale per una delle due parti.
Alleatosi nel 104 a.C. con il re di Bitinia Nicomede III, partecipò alla spartizione della Paflagonia (regione che si trovava tra i due regni), ma pochi anni più tardi, le crescenti mire espansionistiche portarono a scontrarsi con il nuovo alleato per il controllo del regno di Cappadocia (100 a.C. circa). Con l'89 a.C. iniziò poi la prima guerra contro i Roma, le cui ostilità si aprirono con due vittorie del sovrano del Ponto sulle forze alleate dei Romani, prima del re di Bitinia, Nicomede IV e poi dello stesso inviato romano Manio Aquilio, a capo di una delegazione in Asia Minore. L'anno successivo Mitridate decise di continuare nel suo progetto di occupazione dell'intera penisola anatolica, ripartendo dalla Frigia. La sua avanzata proseguì, passando dalla Frigia alla Misia, e toccando quelle parti di Asia che erano state recentemente acquisite dai Romani. Poi mandò i suoi ufficiali per le province adiacenti, sottomettendo la Licia, la Panfilia, ed il resto della Ionia.
Mitridate, preso possesso della maggior parte dell'Asia Minore, dispose che tutti coloro, liberi o meno, che parlavano una lingua italica, fossero barbaramente trucidati. 80.000 tra cittadini romani e non, furono massacrati nelle due ex-province romane d'Asia e Cilicia (episodio noto come Vespri asiatici).
La situazione precipitò ulteriormente, quando a seguito delle ribellioni nella provincia asiatica, insorse anche l'Acaia. Il governo della stessa Atene, fu rovesciato da un certo Aristione, che poi si dimostrò a favore di Mitridate, meritandosi dallo stesso il titolo di amico. Il re del Ponto appariva ai loro occhi come un liberatore della grecità, quasi fosse un nuovo Alessandro Magno, ed il suo Impero ora si estendeva dal Mare Caspio (ad Oriente) fino al Mare Adriatico (ad Occidente). Roma doveva intervenire, altrimenti si sarebbe trovata di nuovo con un'invasione alle porte come era accaduto 150 prima con Annibale.

## Dimensione dei suoi eserciti
Sappiamo che all'inizio della prima campagna dell'89 a.C., Mitriadte mise in capo un'armata gigantesca, composta da circa 300.000 armati. Tra le sue file vi erano opliti greci, cavalieri armeni, Sciti, Traci, Bastarni e Sarmati delle steppe meridionali, a nord del Caucaso e della Crimea. È ancora una volta Appiano di Alessandria a descriverci l'armata mitridatica:
(Appiano, Guerre mitridatiche, 17.)
| D A T A                                               | N. TOTALE ARMATI                                                            | FANTERIA                                           | CAVALLERIA                                            | CARRI FALCATI | NAVI DA GUERRA                 | MERCENARI O ALLEATI |
| ----------------------------------------------------- | --------------------------------------------------------------------------- | -------------------------------------------------- | ----------------------------------------------------- | ------------- | ------------------------------ | --- |
| 89 a.C.                                               | 300.000 armati                                                              | 250.000 fanti                                      | 40.000 cavalieri                                      | 130 carri     | 300 navi con ponte, 100 biremi | opliti greci, cavalieri armeni, Sciti, Traci, Bastarni e Sarmati |
| 86 a.C. => due eserciti: 1) a Cheronea; 2) a Orcomeno | 1) 120.000 armati 2) 80.000 armati + 10.000 (sopravvissuti a Cheronea)      | 1) 100.000 fanti                                   | 1) 10.000 cavalieri                                   | 1) 90 carri   |                                | 1) Sciti, Medi |
| 74 a.C.                                               | 300.000 armati                                                              | 140.000 fanti (a Cizico)                           | 16.000 cavalieri (a Cizico)                           |               |                                | Chalybes, Armeni, Sciti, Tauriani, Achei delle colonie greche del Ponto Eusino, Heniochi, Leucosiri, tribù sarmatiche di Basilidi e Iazigi, Coralli,Traci, Bastarni |
| 72 a.C.                                               | 44.000 armati                                                               | 40.000 fanti                                       | 4.000 cavalieri                                       |               |                                | 8.000 Cilici (ad Amiso) |
| 69 a.C. (Tigranocerta)                                | 250.000 armati (di cui 35.000 addetti a costruzione di ponti, strade, ecc.) | 150.000 fanti "pesanti" 20.000 arcieri/frombolieri | 50.000/55.000 cavalieri (17.000 dei quali catafratti) |               |                                | Armeni, Gordieni, Medi, Adiabeni, Arabi, Albani ed Iberi |
| 68 a.C. (Artaxata)                                    | 105.000 armati                                                              | 70.000 fanti                                       | 35.000 cavalieri                                      |               |                                | Mardi (arcieri a cavallo); Iberi (lancieri) |
| 66 a.C.                                               | 33.000 armati                                                               | 30.000 fanti                                       | 3.000 cavalieri                                       |               |                                | |